# Боравське-Авісса
Боравське-Авісса (пол. Borawskie-Awissa) — село в Польщі, у гміні Радзілув Ґраєвського повіту Підляського воєводства.
Населення — 147 осіб (2011).
У 1975-1998 роках село належало до Ломжинського воєводства.

## Демографія
Демографічна структура станом на 31 березня 2011 року:
|          | Загалом | Допрацездатний вік | Працездатний вік | Постпрацездатний вік |
| -------- | ------- | ------------------ | ---------------- | -------------------- |
| Чоловіки | 71      | 17                 | 39               | 15                   |
| Жінки    | 76      | 14                 | 41               | 21                   |
| Разом    | 147     | 31                 | 80               | 36                   |